# René Noël
Pour les articles homonymes, voir Noël (homonymie).
René Noël, né le 25 mars 1907 à Hornu et décédé le 22 mai 1987 à Mons, est un homme politique belge communiste et militant wallon.

## Biographie
Fils d’un carreleur et d’une ménagère, René Noël est diplômé en 1927 d’un régendat en mathématiques. Enseignant et syndicaliste dès les années 30, il s'engage durant la guerre 1940-1945 au sein du mouvement de résistance impulsé par le parti communiste : le Front de l'Indépendance. En 1943, responsable au sein de ce mouvement de la presse clandestine pour le Brabant, il est l'un des principaux réalisateurs du Faux Soir. 
Après la guerre, il milite au parti communiste. Il rencontre le plus grand succès de l'idée récurrente de la gauche en Wallonie depuis 1945, soit celle du rassemblement des progressistes[réf. nécessaire]. Il obtient 21,5 % des voix aux élections de la fusion expérimentale des communes à Mons en 1970, puis (les élections ayant été annulées), près de 28 % en novembre 1971.
Et cela après l'appel au rassemblement lancé par le président du PSB et bourgmestre de Mons, Léo Collard le 1er mai 1969. Collard présente cependant une liste distincte de l'UDP à Mons, la liste du PSB national qui garde malgré tout un léger avantage sur l'UDP.
René Noël parvient à réunir un certain nombre d'années toutes les familles de la gauche, à la fois les communistes, les chrétiens et les socialistes, s'ouvrant même, au-delà de l'expérience locale de Cuesmes puis de Mons, à des éléments de partis autonomistes wallons avec la création de l'UDPW. Il participe au Congrès national wallon de Liège en 1945.
Il est plusieurs fois élu comme échevin, bourgmestre et sénateur.

## Carrière politique

### Niveau local
- Échevin de la ville de Mons de 1946 à 1952
- Bourgmestre de Cuesmes de 1965 à 1971.
- Échevin à Mons de 1971 à 1976.

### Niveau national
- Sénateur communiste du Borinage de 1949 à 1950 et de 1954 à 1974.

## Anecdote
Lors de la fermeture du charbonnage l’Héribus, c'est René Noël qui demanda le transfert sur la place de Cuesmes, de la lampe de mineur géante qui se trouvait dans la cour du charbonnage.